# 4:13 Dream
4:13 Dream is het dertiende studioalbum van de Britse band The Cure.

## Geschiedenis
Het album werd al enige tijd aangekondigd maar werd diverse malen uitgesteld. Al eerder had Smith aangekondigd dat er veel muziek om op te nemen was, ongeveer 33 songs en dat maakte een dubbelalbum mogelijk. Uiteindelijk is zoveel geschrapt dat het bij een enkel-cd is gebleven, met een relatief korte speelduur van 52 minuten. Behalve het feit dat er behoorlijk geschrapt is in nieuw repertoire zou het album minstens twee tracks bevatten, die uit de oude doos komen:
- Sleep when I’m dead was oorspronkelijk bedoeld voor The Head on the Door;
- A Boy I never was, was oorspronkelijk bedoeld voor The Cure, is wel opgenomen, maar kwam niet op het album.

Het album is qua muziek opvallend licht van kleur, zware keyboardpartijen ontbreken. Dit werd dan ook deels gezien als een minpunt in de ontwikkeling van The Cure, anderen vonden het juist een pluspunt tussen de zwaardere albums. De teksten blijven echter onverminderd somber. Smith kondigde aan dat er wellicht op korte termijn nog een album zou volgen, dat dan de "donkere" kant van de band laat zien
Het album werd vijf maanden van tevoren aangekondigd (1 mei) en werd voorafgegaan door aan aantal singles, die weinig deden in Nederland. In vergelijking tot Engeland is Nederland geen land meer om singles uit te brengen. De singles kwamen steeds op de 13e van de maand uit en bevatte remixes van albumtracks; deze remixes werden 13-mixes genoemd. Die remixes werden dan weer opnieuw geremixt en uitgegeven als Hypnagogic States, waarschijnlijk omdat het album opnieuw werd uitgesteld. De voorlaatste verschijningsdatum was 13 oktober 2008 (in vervolg op de singles), maar dat werd kennelijk niet gehaald. Uiteindelijk kwam het album 28 oktober 2008 uit.
Naast de verschijningsdatum was er ook een kwestie over de titel van het album. Het werd op 21 augustus aangekondigd als 4.13 Dream, doch die titel werd snel gewijzigd in de huidige.

## Eerste tekenen
De eerste tekenen van het album kwamen bij een optreden op het Download Festival, Mountain View (Californië) op 6 oktober 2007. The Only One, toen nog Please Project geheten, werd aangekondigd als eerste single, maar dat was dus nog enkele maanden te vroeg. Andere liedjes volgden mondjesmaat. Het duurde allemaal zo lang, dat een Amerikaanse tournee moest worden uitgesteld. Het complete album was te horen op een gratis concert op 11 oktober 2008, twee dagen voor de oorspronkelijke verschijningsdatum dus.

## Musici
- Robert Smith – zang, gitaar, akoestische basgitaar, keyboardss
- Porl Thompson – gitaar
- Simon Gallup – basgitaar
- Jason Cooper – slagwerk, loops
- Smud – extra percussie en programmeerwerk
- Catsfield Sub Rhythm Trio – handgeklap

## Composities
De muziek is geschreven door de band; de teksten zijn van Smith:
1. "Underneath the Stars" – 6:17
2. "The Only One" – 3:57
3. "The Reasons Why" – 4:35
4. "Freakshow" – 2:30 (oorspronkelijk: "Don't Say Anything"),
5. "Sirensong" – 2:22
6. "The Real Snow White" – 4:43
7. "The Hungry Ghost" – 4:29
8. "Switch" – 3:44
9. "The Perfect Boy" – 3:21
10. "This. Here and Now. With You" – 4:06
11. "Sleep When I'm Dead" – 3:51
12. "The Scream" – 4:37
13. "It's Over" – 4:16 (oorspronkelijk: "Baby Rag Dog Book")

## Singles
- 13 mei 2008 - "The Only One" (B-kant: "NY Trip")
- 10 juni 2008 - "Freakshow" (B-kant: "All Kinds Of Stuff")
- 13 juli 2008 - "Sleep When I'm Dead" (B-kant: "Down Under")
- 13 augustus 2008 - "The Perfect Boy" (B-kant: "Without You")

## Hitnotering
| 4:13 Dream in de Nederlandse Album Top 100 - binnen: 1 november 2008 | 4:13 Dream in de Nederlandse Album Top 100 - binnen: 1 november 2008 | 4:13 Dream in de Nederlandse Album Top 100 - binnen: 1 november 2008 | 4:13 Dream in de Nederlandse Album Top 100 - binnen: 1 november 2008 | 4:13 Dream in de Nederlandse Album Top 100 - binnen: 1 november 2008 | 4:13 Dream in de Nederlandse Album Top 100 - binnen: 1 november 2008 |
| Week                                                                 | 01                                                                   | 02                                                                   | 03                                                                   | 04                                                                   | 05                                                                   |
| -------------------------------------------------------------------- | -------------------------------------------------------------------- | -------------------------------------------------------------------- | -------------------------------------------------------------------- | -------------------------------------------------------------------- | -------------------------------------------------------------------- |
| Nummer                                                               | 38                                                                   | 51                                                                   | 53                                                                   | 84                                                                   | uit                                                                  |

| 4:13 Dream in de Vlaamse Ultratop 50 Albums - binnen: 1 november 2008 | 4:13 Dream in de Vlaamse Ultratop 50 Albums - binnen: 1 november 2008 | 4:13 Dream in de Vlaamse Ultratop 50 Albums - binnen: 1 november 2008 | 4:13 Dream in de Vlaamse Ultratop 50 Albums - binnen: 1 november 2008 | 4:13 Dream in de Vlaamse Ultratop 50 Albums - binnen: 1 november 2008 | 4:13 Dream in de Vlaamse Ultratop 50 Albums - binnen: 1 november 2008 | 4:13 Dream in de Vlaamse Ultratop 50 Albums - binnen: 1 november 2008 | 4:13 Dream in de Vlaamse Ultratop 50 Albums - binnen: 1 november 2008 | 4:13 Dream in de Vlaamse Ultratop 50 Albums - binnen: 1 november 2008 |
| Week                                                                  | 01                                                                    | 02                                                                    | 03                                                                    | 04                                                                    | 05                                                                    | 06                                                                    | 07                                                                    | 08                                                                    |
| --------------------------------------------------------------------- | --------------------------------------------------------------------- | --------------------------------------------------------------------- | --------------------------------------------------------------------- | --------------------------------------------------------------------- | --------------------------------------------------------------------- | --------------------------------------------------------------------- | --------------------------------------------------------------------- | --------------------------------------------------------------------- |
| Nummer                                                                | 45                                                                    | 23                                                                    | 30                                                                    | 41                                                                    | 57                                                                    | 62                                                                    | 88                                                                    | uit                                                                   |